# Тамада, Кэйдзи
Кэ́йдзи Тама́да (яп. 玉田 圭司 Тамада Кэйдзи, 11 апреля 1980, Ураясу, Тиба, Япония) — японский футболист, игравший на позиции нападающего. Выступал в сборной Японии. Участник двух чемпионатов мира.
Свою профессиональную карьеру Тамада начал в клубе «Касива Рейсол», в котором дебютировал 13 марта 1999 года и в котором играл до 2006 года. После вылета «Касивы» из J-лиги Тамада перешёл в «Нагоя Грампус», за который играет и по сей день.
В национальной сборной Кэйдзи Тамада дебютировал 31 марта 2004 года в матче со сборной Сингапура, к настоящему моменту он провёл в её составе 72 матча, в которых забил 16 голов. Тамада принимал участие в двух чемпионатах мира.

## Достижения
- Обладатель Кубка Джей-лиги: 1999
- Обладатель Кубка Азии: 2004
- Лучший бомбардир чемпионата Восточной Азии: 2010